# Dowty-Retarder

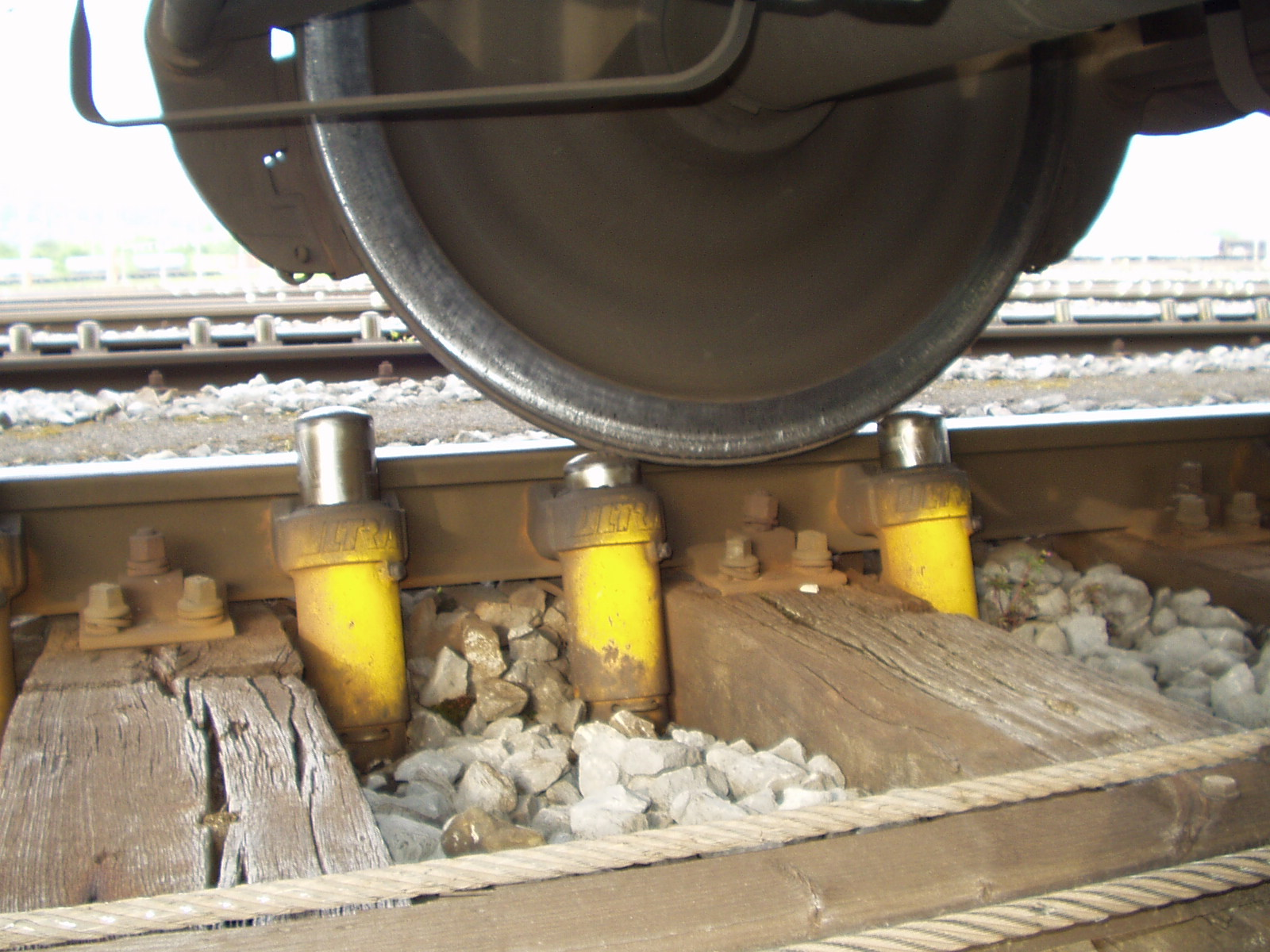
Dowty-Retarder mit Rad

Als Dowty-Retarder (auch Kolbenkleinbremse) werden ortsfest montierte Bremselemente im Gleis bezeichnet, die darüberfahrende Güterwagen auf eine festgelegte Beharrungsgeschwindigkeit herabbremsen. Namensgebend für diese Art von Gleisbremse war der Entwickler George Dowty, der diese Bauart in den 1960er Jahren entwickelte.

## Funktionsweise

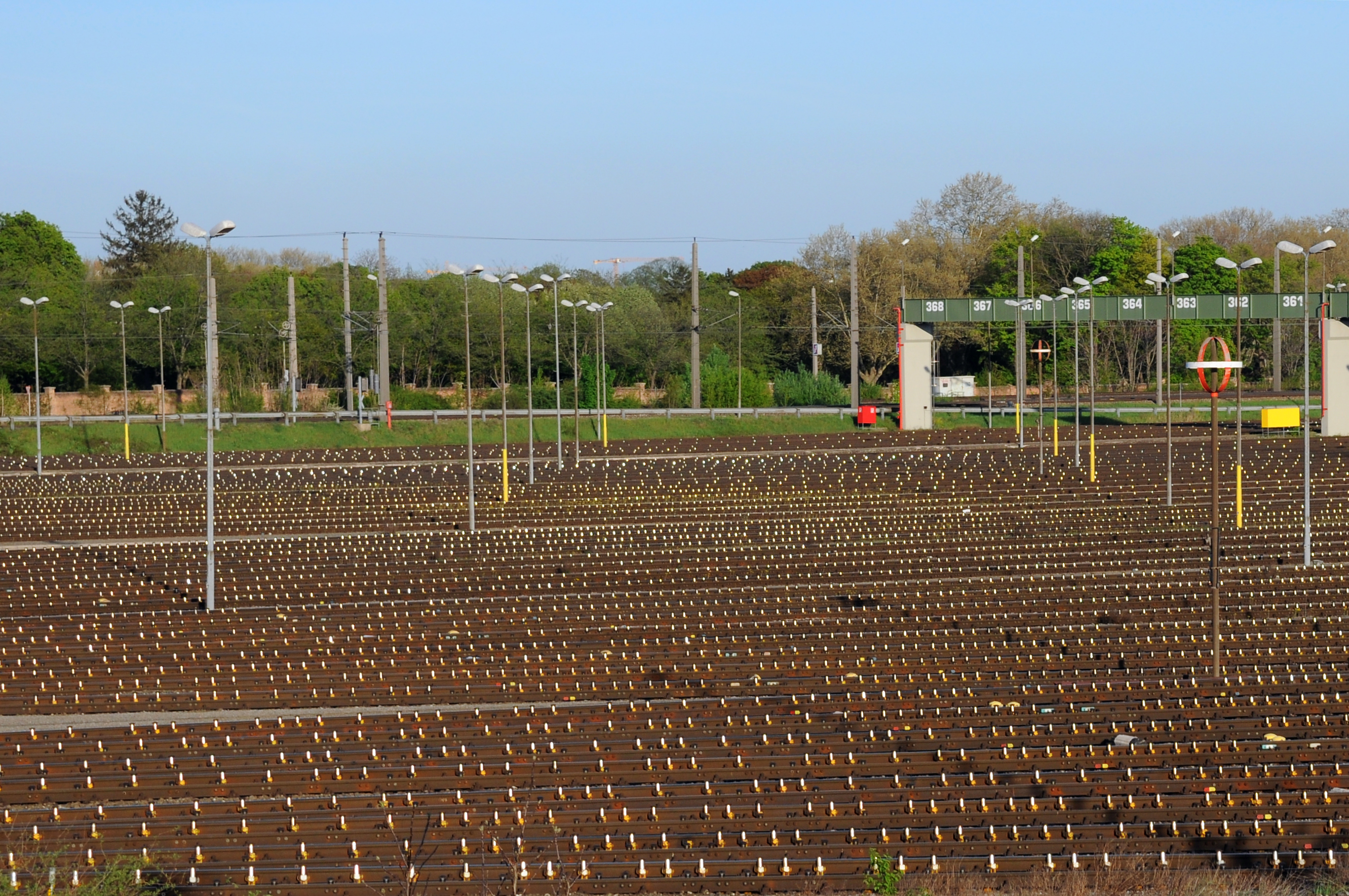
Dowty-Retarder in der Richtungsgruppe am Zentralverschiebebahnhof Wien-Kledering

Jeder einzelne Retarder besteht aus einem kleinen mit Hydrauliköl gefüllten Zylinder, in dem sich der Bremskolben bewegt. Die Auslösung der Bremse erfolgt durch den Spurkranz des darüber rollenden Rades und ist ähnlich wie bei einer Schraubenbremse geschwindigkeitsabhängig. Die voreingestellte Ansprechgeschwindigkeit bestimmt durch kontrolliertes Entweichen des Öls über kleine oder große Bohrungen die Dämpfung des Kolbens. Dadurch führt jeder einzelne Retarder selbsttätig und ohne äußere Energiezufuhr einen Arbeits- oder einen Leerhub aus. Da jeder einzelne Bremsstempel nur eine feste Bremsarbeit verrichten kann (je nach Bauweise bis etwa 1,4 kJ), müssen diese über die gesamte Verzögerungsstrecke angeordnet werden. Zum Vermeiden von Beschädigungen dürfen die Retarder nur mit einer maximalen Geschwindigkeit von rund 10 km/h befahren werden.
Um das Abschalten der Bremswirkung für schlechtlaufende Wagen oder Rangierfahrten zu ermöglichen, können die Retarder auf Balken zusammengefasst werden, die sich profilfrei abklappen lassen. Alternativ kann auch eine Gruppe von Kolbengleisbremsen durch eine gemeinsame Absenkvorrichtung in den inaktiven Zustand gebracht werden. 
Eine Weiterentwicklung des Dowty-Retarders ist der sogenannte Dowty-Booster, der durch eine aktive Steuerung auch ein Beschleunigen erlaubt. Unmittelbar nach dem Passieren des Rades wird der Stempel hydraulisch gehoben und dadurch das Rad angeschoben. Vereinzelt wird diese Variante genutzt, um den Ablaufberg niedriger auszuführen und Probleme mit schlechtlaufenden Wagen zu vermeiden.

## Anwendungen
Dowty-Retarder werden unter anderem in Rangierbahnhöfen mit freiem Ablauf als Gefälleausgleichsbremsen eingesetzt. Beispielsweise dienen sie im Nürnberger Rangierbahnhof dazu, ablaufende Wagen in den Richtungsgleisen selbsttätig auf 1 m/s (3,6 km/h) abzubremsen. Mit dieser Geschwindigkeit laufen neu hinzukommende Wagen auf schon bereitstehende, ohne Wagen oder Ladung zu beschädigen. In Österreich wird das System am Hauptberg des Zentralverschiebebahnhof Wien-Kledering und im Großverschiebebahnhof Villach-Süd im gesamten Verteilbereich flächendeckend zur einheitlichen Geschwindigkeitsführung für alle Wagengruppen unabhängig ihrer Laufeigenschaften eingesetzt. Museal sind Retarder als Exponate im Schauplatz Eisenbahn in Chemnitz-Hilbersdorf zu sehen.